# Square Émile-Cohl
Le square Émile-Cohl est un espace vert situé dans le quartier du Bel-Air du 12e arrondissement de Paris

## Situation et accès
Ce square municipal est situé près de la porte de Montempoivre sur le boulevard Soult. Il est encadré par le boulevard Soult à l’ouest, la rue Jules-Lemaître au nord, la rue Ernest-Lavisse à l’est. Il est situé juste à côté du square Georges-Méliès.
Le square est accessible par la ligne 3a du tramway d'Île-de-France à l'arrêt Montempoivre ainsi que par la ligne de métro 1 à la station Porte de Vincennes.

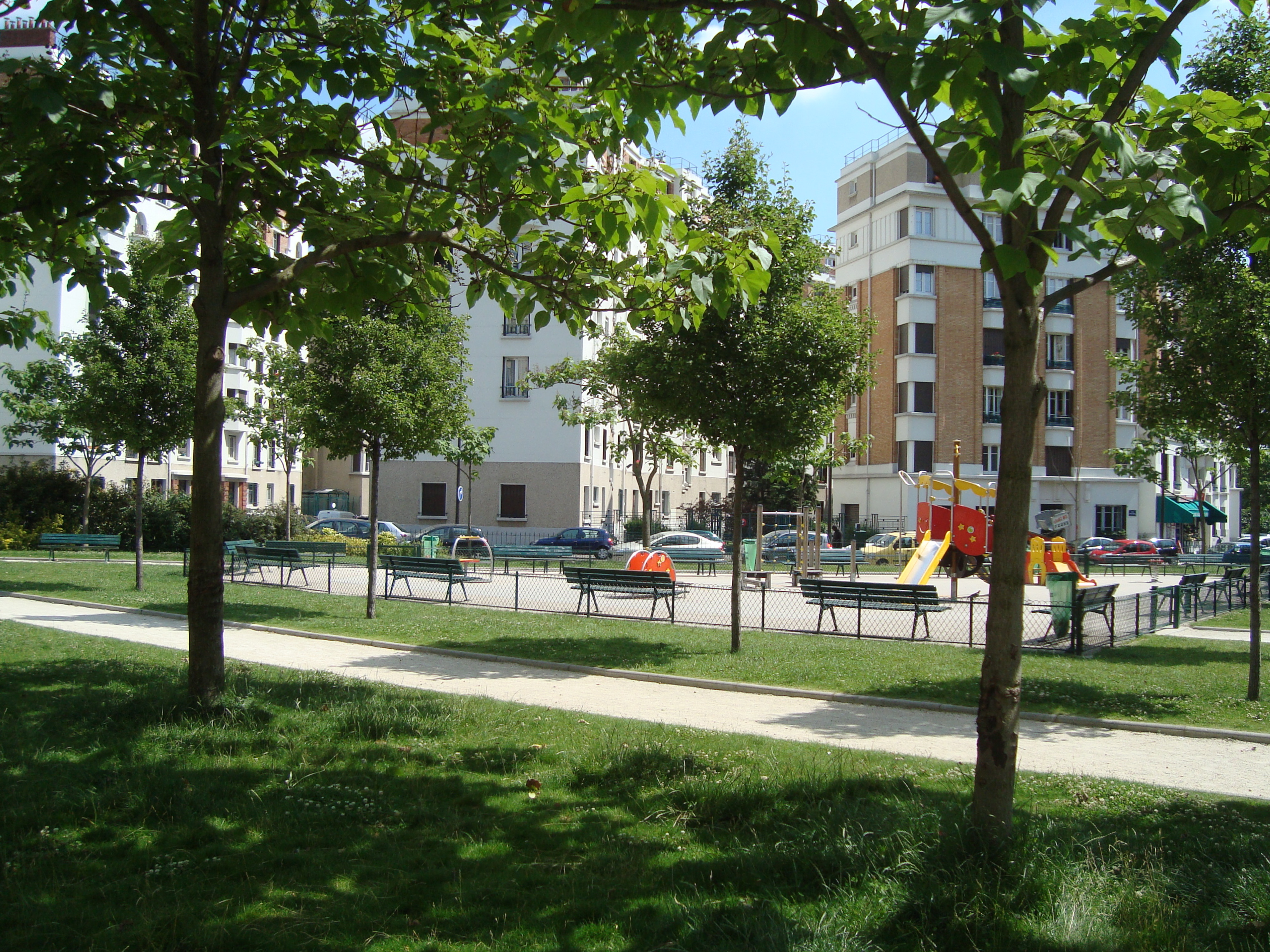
Vue du square et de la rue Ernest-Lavisse au fond.

## Historique
Créé en 1959, le square a une superficie de 2 857 m2. Il porte le nom d'Émile Courtet, dit Émile Cohl (1857-1938), un dessinateur et animateur français, considéré comme l’un des inventeurs du dessin animé.